# Sphindiphorus natalensis
Sphindiphorus natalensis är en skalbaggsart som beskrevs av Sen Gupta och Roy Crowson 1979. Sphindiphorus natalensis ingår i släktet Sphindiphorus och familjen slemsvampbaggar. Inga underarter finns listade i Catalogue of Life.